# الصوت الدقيق
الأصوات الدقيقة عند الموسيقيين هي الأصوات التي تقل مدتها عن عشر الثانية، تحت رتبة الدرجة. استعمل الملحنون نظريات الأصوات الدقيقة في موسيقى الحاسوب منذ الخمسينات، وإذ زاد الاهتمام بموسيقى الحاسوب والموسيقى الإلكترونية، يدرس بعض الملحنين ومطوري البرامج تطبيقاتها.